# Guitarrón uruguayo
El guitarrón uruguayo es un instrumento de cuerda pulsada utilizado comúnmente en el tango y en la música criolla.
Tiene una forma parecida a la de la guitarra clásica o criolla, pero de mayor tamaño y con una característica boca oval.
Cuenta con un «tiro» de 650 o 670 mm y seis cuerdas, las cuales usualmente se afinan de la siguiente manera: 
si2, sol♭2, re2, la1 mi1 si0 (61,74 Hz)
o bien la2, mi2, do2, sol1,re1, la0 (55 Hz).
Al igual que el guitarrón argentino y el requinto uruguayo, desciende del guitarrón cuyano, el cual junto con el requinto cuyano sustituyeron al arpa paraguaya, que se había integrado al folclore cuyano a partir de la década de 1920 y es sustituida por éstos a partir de 1940, los cuales fueron adoptados por los guitarristas uruguayos y adaptados al folklore nacional, gracias al intercambio con guitarristas cuyanos durante las sesiones de grabación en Buenos Aires, donde ya se había integrado este estilo, durante las décadas del 40 y 50.
Tomó importancia en el acompañamiento de Amalia de la Vega y posteriormente, las guitarras de Alfredo Zitarrosa, su uso más frecuente es como soporte armónico dentro de un cuarteto de guitarras, conjunto típico montevideano descendiente del cuarteto cuyano, integrados por 3 guitarras y un guitarrón, o un bandoneón, en el contexto de la música folklórica o del tango.
Una de las primeras grabaciones de este instrumento, sino la primera, fue en 1968 dentro del disco El Lazo, de De la Vega, interpretado por Gualberto López dentro del cuarteto de guitarras de Mario Núñez Iordi, quien ya venía tocando guitarrón desde principios de los 50's y su conjunto estuvo activo a partir de 1961.
Generalmente, las cuerdas se tocan con las yemas de los dedos, aunque algunos intérpretes usan un plectro para el pulgar.
Si bien el guitarrón se fabrica especialmente para este uso, algunos intérpretes principiantes optan por adaptar una guitarra criolla común para ser usada como un guitarrón. Para esto, se equipa a la guitarra con cuerdas segunda, tercera, cuarta, quinta o sexta, séptima y novena de guitarra y se afina como se ha descrito anteriormente.